# Regionstog
Regionstog, kurz RTOG, war eine dänische Bahngesellschaft. Sie wurde am 1. Januar 2009 gegründet. Die Aufgabe der Gesellschaft war die Beförderung von Reisenden mit Zügen auf rund 200 Kilometern Bahnstrecke, die sich auf vier Strecken in der Region Sjælland verteilten.
Regionstog A/S umfasste bei der Gründung die bis zu diesem Zeitpunkt selbstständigen Bahngesellschaften Vestsjællands Lokalbaner A/S, Lollandsbanen A/S und Østbanen. 240 Mitarbeiter (Stand: September 2014) beförderten mit 29 Zügen (13 IC2 und 16 LINT) rund 3,6 Millionen Fahrgäste jährlich.
Am 1. Juli 2015 verschmolzen Regionstog und Lokalbanen zum neuen Unternehmen Lokaltog, das alle ehemaligen Privatbahnen auf Seeland und Lolland umfasst.

## Strecken
Betrieben wurden die Strecken:
- Lollandsbanen: Nykøbing F–Nakskov, 50,2 Kilometer lang, ca. 980.000 Fahrgäste.[2]
- Østbanen: Køge–Faxe Ladeplads und Køge–Rødvig, 49,6 Kilometer lang, ca. 1,0 Mio. Fahrgäste.[2]
- Tølløsebanen: (Holbæk)–Tølløse–Slagelse, 50,8 Kilometer lang, ca. 420.000 Fahrgäste.[2]
- Odsherredsbanen: Holbæk–Nykøbing Sj, 49,4 Kilometer lang, ca. 1,1 Mio. Fahrgäste.[2]

Der Zugbetrieb auf der Lollandsbanen wird von Maribo aus geregelt, für die Odsherredsbanen und Tølløsebanen sitzt die Zentrale in Holbæk und der Betrieb auf der Østbanen wird von Hillerød aus gesteuert. Die Verwaltung der Gesellschaft saß in Maribo und Holbæk.